# Хэинса
Хэинса́ (Храм отражения в спокойном море) — один из известнейших буддийских храмов в Южной Корее. Здесь хранится знаменитый свод буддийских священных текстов Трипитака Кореана, вырезанных на более чем 80 тысячах деревянных табличек .
Хэинса является одним из трёх корейских храмов Триратны (кор. 삼보사), представляя одну из трёх сущностей Триратны — буддийский закон (Дхарму). Расположен на горе Каясан в провинции Кёнсан-Намдо. До сих пор является действующим центром буддийского течения Сон.
В 1995 году ЮНЕСКО включила те постройки Хэинса, в которых хранится Трипитака Кореана, в список Всемирного наследия.
Впервые храм был построен в 802 году. По легенде два корейских монаха, вернувшихся из странствий по Китаю, Сунын и Иджон, излечили жену вана Эджана от тяжёлой болезни. В качестве благодарности Будде, ван приказал построить храм . Другой источник, Чхве Чи Вон (900 год), утверждает что Сунын и его соратник Иджон заручились поддержкой вдовствующей королевы, принявшей буддизм и оказавшей поддержку строительству храма.
Храмовый комплекс достраивался или восстанавливался несколько раз — в X веке, 1488, 1622 и 1644 годах. В 1817 году Хэинса был сожжён, после чего главный зал восстановили в 1818 году . Главный зал, Тэджоккванджон (Зал великой тишины и света), необычен для корейского буддизма, так как посвящён Вайрочане (Будда Вайрочана - один из пяти Будд Мудрости в буддизме), тогда как в других буддийских храмах Кореи главные залы посвящены Соккамони.
Помимо Трипитаки Кореаны в Хэинса находится множество других предметов, входящих в список Национальных сокровищ страны.